# Neon Nights
Neon Nights är det fjärde studioalbumet av australiska sångerskan Dannii Minogue och släpptes av London Records den 17 mars 2003. Albumet släpptes på nytt i november 2007 med ytterligare låtar och en bonus-CD med remixer.

## Albuminformation
Albumet släpptes första gången den 17 mars 2003 och fick ett i allmänhet positivt mottagande från musikkritiker. Det var Minogues första studioalbum på nästan sex år sedan Girl (1997). Standardversionen av albumet innehåller också ett dolt spår, en remix av "Come and Get It". Minogue undertecknade 2001 ett avtal med London Records, ett dotterbolag till Warner Music Group.
Minogue släppte i november 2001 singeln "Who Do You Love Now?", ett samarbete med Riva. Sången nådde nummer tre på UK Singles Chart och förstaplatsen på dance-topplistan. I Australien nådde sången nummer femton på ARIA Charts och i USA nummer tolv på Billboard (Hot Dance Club Songs).
Neon Nights blev Minogues mest framgångsrika album och nådde nummer åtta i Storbritannien, där det blev guldcertifierat. Albumet var måttligt framgångsrikt i Australien och nådde nummer tjugofem på albumlistan.

## Låtlista
| Nr  | Titel                                                       | Kompositör                                                                | Producent                      | Längd |
| --- | ----------------------------------------------------------- | ------------------------------------------------------------------------- | ------------------------------ | ----- |
| 1.  | Put the Needle on It                                        | Henrik Korpi, Mathias Johansson, Karen Poole, Dannii Minogue              | Korpi & Blackcell              | 3:24  |
| 2.  | Creep                                                       | Korpi, Johansson, Poole, Minogue                                          | Korpi & Blackcell              | 3:28  |
| 3.  | I Begin to Wonder                                           | Dacia Bridges, Olaf Kramolowsky, Jean-Claude Ades, Minogue, Ian Masterson | Jean-Claude Ales               | 3:40  |
| 4.  | Hey! (So What)                                              | Hannah Robinson, Julian Gingell, Barry Stone                              | Jewels & Stone                 | 3:32  |
| 5.  | For the Record                                              | Korpi, Johansson, Poole, Minogue                                          | Korpi & Blackcell              | 3:21  |
| 6.  | Mighty Fine                                                 | Gil Cang, E. Winstanley, Sekou Bunch, Thomas Brown, Thomassina Smith      | Gil Cang                       | 3:55  |
| 7.  | On the Loop                                                 | Bruno Alexandre, Camille Troillard, Minogue, Matthieu Joly, Terry Ronald  | Neimo                          | 3:28  |
| 8.  | Push                                                        | Minogue, Masterson, Ronald, John Guldberg, Tim Stahl                      | Thriller Jill                  | 3:21  |
| 9.  | Mystified                                                   | Masterson, Ronald, Minogue                                                | Thriller Jill                  | 3:43  |
| 10. | Don't Wanna Lose This Feeling                               | Alexandre, Troillard, Minogue, James Khari, Joly, Ronald                  | Neimo                          | 3:31  |
| 11. | Vibe On                                                     | Savan Kotecha, J. Bjorklund, Minogue                                      | Jock-E                         | 3:40  |
| 12. | A Piece of Time                                             | Alexandre, Troillard, Minogue, Joly, Ronald                               | Neimo                          | 3:22  |
| 13. | Who Do You Love Now?                                        | H. Pulmann, G. van Vlaanderen, Victoria Horn                              | Riva                           | 3:26  |
| 14. | It Won't Work Out"/"Come and Get It (Sebastian Krieg Remix) | Masterson, Ronald, Minogue/Ades, Minogue, Robinson                        | Thriller Jill/Jean-Claude Ades | 12:37 |

## Listplaceringar
| Lista (2003)                            | Placering |
| --------------------------------------- | --------- |
| Australien (ARIA Charts)                | 25        |
| Nederländerna (MegaCharts)              | 65        |
| Frankrike (SNEP)                        | 49        |
| Tyskland (Media Control Charts)         | 68        |
| Storbritannien (UK Albums Chart)        | 8         |
| USA (Billboard Dance/Electronic Albums) | 17        |

## Certifieringar
| Land                 | Certifiering |
| -------------------- | ------------ |
| Storbritannien (BPI) | Guld         |